# Xylopia aethiopica
Xylopia aethiopica (Dunal) A.Rich. – gatunek rośliny z rodziny flaszowcowatych (Annonaceae Juss.). Występuje naturalnie na obszarze od Senegalu i Sudanu na północy aż po Angolę i Mozambik na południu. 

## Morfologia
PokrójZimozielone drzewo dorastające do 30 m wysokości. Korona drzewa jest gęsta. Kora jest brązowo-szarawa, łatwo odrywa się od pnia.
LiścieMają podłużny, eliptyczny lub owalny kształt. Mierzą 8–16,5 cm długości oraz 3–6,5 szerokości. Są skórzaste, aromatyczne. Wierzchołek jest zaokrąglony. Osadzone są na krótkich ogonkach liściowych.
KwiatyPojedyncze lub zebrane w kłosach lub rozgałęzionych i wijących się wierzchotkach.
OwoceZłożone z 7–24 rozłupni. Są soczyste. Mają zieloną, a później czerwonawą barwę.

## Biologia i ekologia
Rośnie w wilgotnych, wiecznie zielonych lasach. Występuje na wysokości do 1800 m n.p.m. Kwitnie od listopada do października, natomiast owoce pojawiają się od grudnia do lutego. 

## Zastosowanie
Gatunek Xylopia aethiopica dawniej był często stosowany w Europie, obecnie wykazano jego działanie przeciwmalaryczne.